# Franz Späth

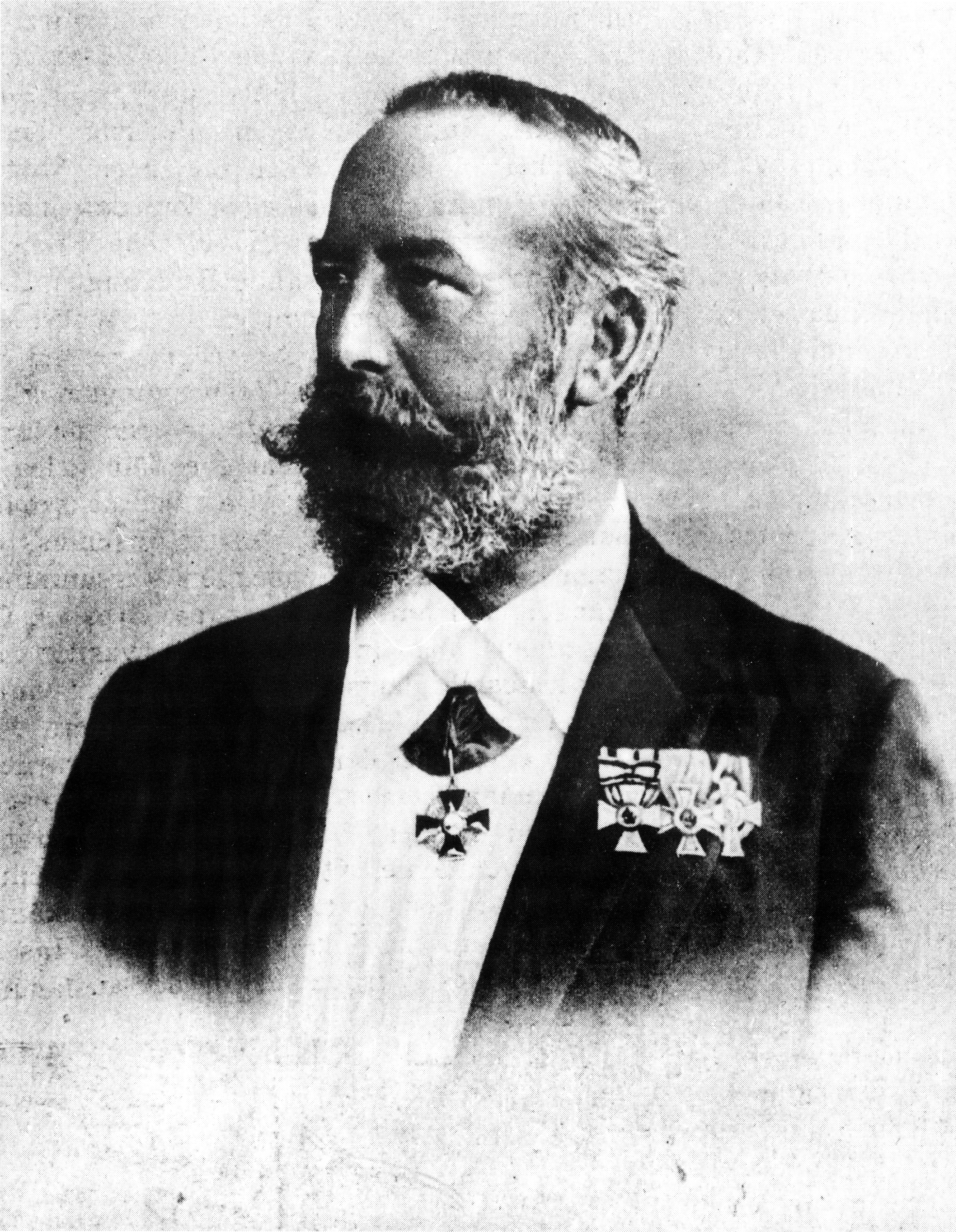
Franz Ludwig Späth, 1899

Franz Ludwig Späth, auch Spaeth, (* 25. Februar 1839 in Berlin; † 2. Februar 1913 in Britz) war ein preußisch-deutscher Gärtner, Botaniker, Pomologe und Inhaber der Baumschule Späth im heutigen Berliner Ortsteil Baumschulenweg. Sein botanisches Autorkürzel lautet „Späth“.

## Herkunft

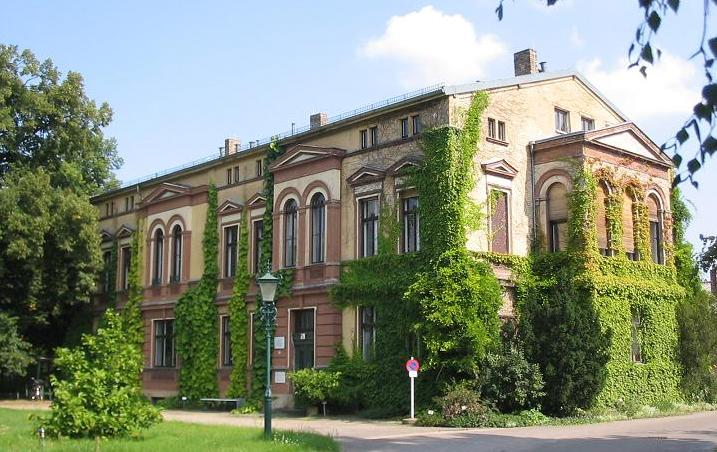
Das Herrenhaus

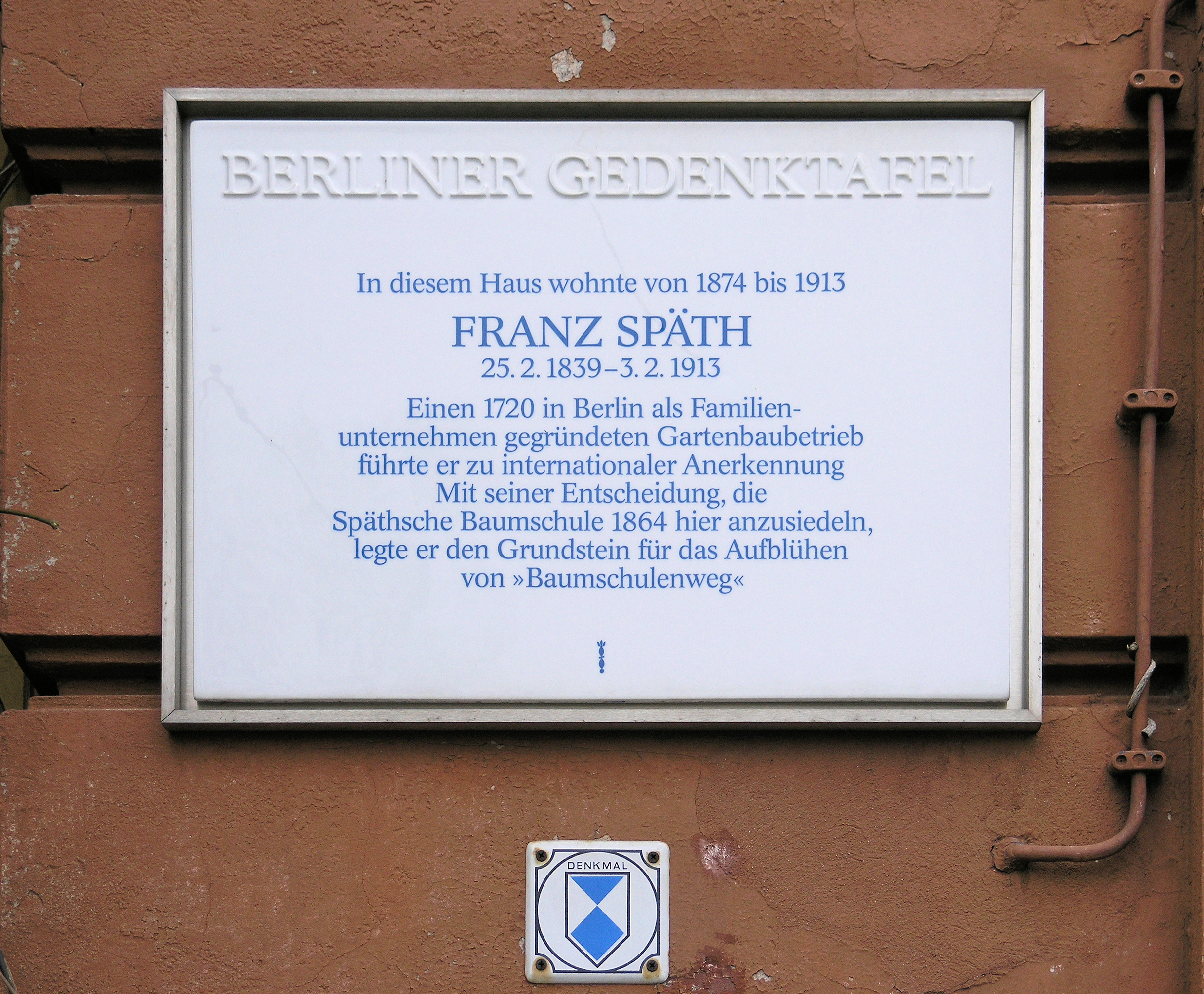
Berliner Gedenktafel am Haus Späthstraße 80/81, in Berlin-Baumschulenweg

Christoph Späth, ein Vorfahre von Franz Späth, hatte im Kreuzberger Gelände und östlich des Halleschen Tors an der Straße Am Johannestisch im Jahr 1720 eine Gemüse- und Blumengärtnerei gegründet. Das Grundstück erwarb er für 300 Taler. Sein Sohn Carl Späth zog mit der Späth'schen Gärtnerei 1760 in den historischen Stadtteil Luisenstadt auf das Grundstück Köpenicker Straße 154. Der Enkel Friedrich Späth gestaltete die Gärtnerei nach seinen wissenschaftlichen und künstlerischen Interessen. Urenkel Ludwig Späth schränkte die Gemüsezucht ein und betrieb die Züchtung von Blumen.

## Leben

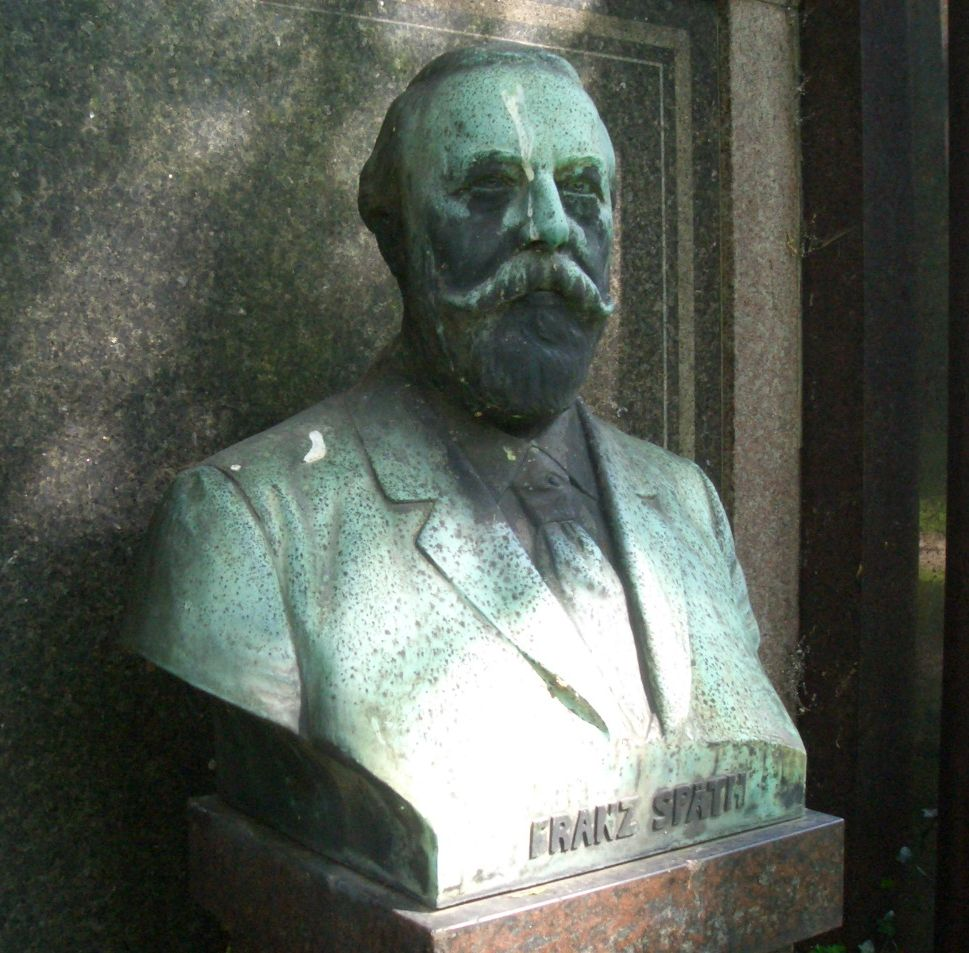
Büste von Franz Späth auf dem Familienbegräbnis der Familie Späth

Franz Späth, Sohn von Ludwig Späth und seiner Ehefrau Dorothea Luise, geb. Eckert, ging bis zum 16. Lebensjahr in das Luisenstädtische Realgymnasium. Nach einem einjährigen Praktikum in der väterlichen Gärtnerei besuchte er das Köllnische Gymnasium bis zum Abitur. An der Universität Berlin studierte Franz Späth das Fach Botanik. Von 1860 bis 1861 lernte er größere Baumschulen in Belgien, Frankreich, England und Holland kennen. Nachdem er 1863 er von seinem Vater die Späth’sche Gärtnerei gekauft hatte, war er nunmehr Inhaber in der fünften Generation. Späth begann während der Gründerzeit mit Unternehmergeist im damaligen Neu-Britz (heute Baumschulenweg) den gezielten und expansiven Ausbau einer Baumschule. Zu Ehren seines Vaters ließ er 1865 die Firmierung L. Späth in das Handelsregister eintragen. Auf dem neuen Gebiet konnte so bis zum Ende des 19. Jahrhunderts die größte Baumschule der Welt entwickelt werden (120 Hektar vollständig bepflanztes zusammenhängendes Gelände).
1874 ließ Franz Späth auf dem Areal der Baumschule ein repräsentatives Herrenhaus errichten, das heute als Institutsgebäude der Humboldt-Universität dient. Neben dem Herrenhaus entstand bis 1879 nach Plänen des Stadtgartendirektors Gustav Meyer ein Garten, aus dem das heutige Späth-Arboretum hervorging. 1912 übernahm sein Sohn Hellmut das Unternehmen.
Franz Späth ist auf dem Luisenstädtischen Friedhof I in Berlin-Kreuzberg im Familienbegräbnis der Familie Späth beigesetzt. Das Grab ziert eine Bronzebüste von Franz Späth, die von dem Künstler Albert Manthe geschaffen wurde.

## Genealogie
Die Familie Späth hat folgende Generationsfolge:
1. Christoph Späth (1696–1746)
2. Carl Späth (1721–1782)
3. Friedrich Späth (1768–1831)
4. Ludwig Späth (1793–1883)
5. Franz Späth (1839–1913)
6. Hellmut Späth (1885–1945)
7. Dagmar Späth (1922–1959), Manfred Späth

## Mitgliedschaften
- Franz Späth gehörte – gemeinsam mit seinem Vater Ludwig Späth – im Jahr 1860 zu den Gründern des Deutschen Pomologen-Vereins, deren 1. Vorsitzender er von 1889 bis 1903 war. In Anerkennung seiner Verdienste wurde Franz Späth 1903 zum Ehrenmitglied ernannt.
- Mitglieder der Familie Späth waren 1892 Mitbegründer der Deutschen Dendrologischen Gesellschaft.

## Ehrungen und Auszeichnungen
- 1890: Vermeil-Medaille vom Verein zur Beförderung des Gartenbaus in den königlich-preußischen Staaten anlässlich des 25-jährigen Betriebsjubiläums[1]
- 1897: Russischer Orden der Heiligen Anna, 2. Klasse[2]
- 1901: Königlicher Kronen-Orden (Preußen) 3. Klasse[3]
- 1902 ernannte Kaiser Wilhelm II. Franz Späth zum Königlich Preußischen Landesökonomierat.

## Namensgebungen
Nach dem Gründer des Arboretums sind die Späthstraße, die Siedlung Späthsfelde sowie die dortige Reihenhaussiedlung Späthsches Viertel benannt.
Der spätere Ortsteil Berlin-Baumschulenweg verdankt der Baumschule und dem Arboretum die ersten gepflasterten Straßen sowie die heute zur S-Bahn Berlin gehörende Haltestelle Baumschulenweg an der Verbindungsbahn nach Neukölln bzw. der parallel zur Bahnstrecke Berlin–Görlitz verlaufenden Vorortbahn Richtung Königs Wusterhausen.